# 尤晓迪
尤曉迪（1996年5月12日—）是中国网球選手。

## 人物
她在ITF女子巡回赛上赢得了1个WTA挑战者单打冠军，6个单打和16个双打冠军。 2020年3月16日，她达到了她的最佳单打世界排名166。2016年9月12日，她在双打排名中达到了第102名。尤晓迪在2014年深圳公开赛上首次亮相WTA巡回赛，与刘芳洲双打 。两人在与莫妮卡·尼古列斯庫和克拉拉·扎科帕洛娃的首轮比赛中败北，后者继续赢得比赛。